# Distretto di Lohit
Il distretto di Lohit è un distretto dell'Arunachal Pradesh, in India. Il suo capoluogo è Tezu.